# Chapman (film 2013)
Chapman è un film del 2013 diretto da Justin Owensby.

## Trama
Alex Fletcher, un fabbro con una vita difficile fatta di droghe e rimpianti, riceve una lettera inaspettata e preoccupante che lo riporta alla sua città natale nelle Montagne Rocciose del Colorado. Anche se affrontare i ricordi strazianti del suo passato non è una cosa facile, Alex scopre che potrebbe essere il solo modo per migliorare la propria esistenza.